# Cyclograpsus escondidensis
Cyclograpsus escondidensis is een krabbensoort uit de familie van de Varunidae. De wetenschappelijke naam van de soort is voor het eerst geldig gepubliceerd in 1933 door Rathbun.